# Sepiella japonica
Sepiella japonica Sasaki, 1929 è una specie di molluschi cefalopodi della famiglia Sepiidae.
Questa specie, rinvenuta in acque poco profonde, fino a 50 m, raggiunge una lunghezza massima del mantello di 180 mm e un peso corporeo di 600 g. Inoltre, come tutte quelle appartenenti al genere Sepiella, è caratterizzata dalla presenza di una speciale ghiandola collocata sulla punta del mantello.